# Julian Mere
Julian Mere (ur. 1966 w Krakowie) – polski aktor telewizyjny i teatralny.

## Życiorys
Urodził i wychował się w Krakowie. Jeszcze jako uczeń klasy maturalnej wyśpiewał sobie III nagrodę na Studenckim Festiwalu Piosenki w Krakowie i otrzymał roczne Stypendium im. Wojtka Bellona. Po festiwalu i zdaniu matury dostał się do Szkoły Teatralnej i występował w Piwnicy pod Baranami na zaproszenie Piotra Skrzyneckiego. Studiował pod okiem Jerzego Treli, Krzysztofa Globisza oraz Edwarda Lubaszenki w latach 1986–1990.
W spektaklu dyplomowym (1990) PWST Kraków – Król Ubu w reż. J. Stuhra zagrał rolę tytułową. W tym samym roku uczestniczył w Professional Theater Training Program na Uniwersytecie Wisconsin Milwaukee.
W roku 1990 otrzymał angaż do Teatru Nowego Adama Hanuszkiewicza w Warszawie. Związany był z teatrem przy Puławskiej do roku 2007. W międzyczasie w roku 1996 zagrał główną rolę Majora Filipowicza w niemieckojęzycznym spektaklu Polenliebchen w reż. Wolframa Kremera w Teatrze Gessnerallee w Zurychu.
Dwukrotnie wyróżniony na Przeglądzie Piosenki Aktorskiej we Wrocławiu (1991, 1993). Napisał ballady gitarowe do wierszy Ewy Lipskiej i Wisławy Szymborskiej w programach TVP w reż. Roberta Glińskiego oraz do spektakli Mickiewicz i Słowacki w reż. Adama Hanuszkiewicza w Teatrze Nowym.
Wydał trzy płyty: alternatywną Julo Rapp&Roll, swingującą Paolo Conte oraz autorską Serca potrzeby. Przygotowuje kolejną, do słów Zbigniewa Herberta, oraz pisze nowe teksty dla wielu znanych wykonawców muzyki rozrywkowej. Koncerty, które wykonuje z akompaniamentem gitary akustycznej przypominają występy takich bardów jak Neil Young czy Aleksandr Rozenbaum.
Zagrał w wielu filmach znanych reżyserów: Juliusza Machulskiego, Janusza Kondratiuka, Andrew Davisa, Waldemara Dzikiego, Jerzego Gruzy czy Ryszarda Bugajskiego. Dużą popularność przyniosła mu też gra w Klanie Karpińskiego i Niżyńskiego.
W Mazowieckim Teatrze Muzycznym Operetka reżyseruje oraz gra w operetkach: Wesoła wdówka, Księżniczka Czardasza i Hrabina Marica.
Poza tym prowadzi jako konferansjer i moderator imprezy małe (koncerty muzyki poważnej, wokalne) i duże (biesiady muzyczne, imprezy integracyjne dla firm). Inną dziedziną, którą się zajmuje, jest szkolenie dzieci i młodzieży w elementarnych zadaniach aktorskich. Planuje otwarcie własnego Studia Aktorskiego.
W Teatrze Rampa grał w komedii z piosenkami Babskie party oraz w farso-wodewilu Pińska szlachta (reż. Mikałaj Pinihin), a obecnie można go oglądać w przedstawieniu muzyczno-rewiowym Perły kabaretu Mariana Hemara (reż. Janusz Szydłowski), jako Vana Morrisona w musicalu o Jimie Morrisonie Jeździec burzy (reż. Arkadiusz Jakubik), w Mistrzu i Małgorzacie w reż. Michała Konarskiego oraz w musicalach familijnych w reż. Cezarego Domagały: Pinokio, czyli świerszczowe opowieści, W pogoni za bajką oraz Awantura o Basię. Poza teatrem Nagrał płyty: „Paolo Conte”, „Julo Rap&Roll”, „Serca potrzeby”, „46x Paulo Conte”, „Moi mistrzowie, piosenki czeladnika” Recitale TV: Blue Tango z piosenkami Paulo Conte (TVP 2), Napisał także muzykę do spektakli telewizyjnych: Ewa Lipska, Szymborska reż. Robert Gliński, Rymkiewicz reż. Paweł Trzaska, pisał teksty utworów dla zespołu Kombi Łosowski.

## Filmografia
- 1988: Rodzina Kanderów – żołnierz-górnik (nie występuje w napisach) (odc.4)
- 1993: Czterdziestolatek. 20 lat później – 2 role: przedstawiciel firmy „Atax” u Karwowskiego (odc.8), policjant drogówki (nie występuje w napisach) (odc.12)
- 1994: Szczur – goryl nieznajomego
- 1994: Panna z mokrą głową – oficer na Starówce (odc.5)
- 1994: Panna z mokrą głową – oficer na Starym Mieście w Warszawie
- 1994: Beyond forgiveness – kierowca Zelepukhina
- 1994: Bank nie z tej ziemi – ochroniarz prezydenta (odc.13)
- 1995: Sortez des rangs
- 1995: Gracze – agent Mossadu
- 1996: Złote runo – Rosjanin w pociągu (nie występuje w napisach)
- 1996: Tajemnica Sagali – kolekcjoner na giełdzie (odc.1)
- 1997: Kiler – ochroniarz Lipskiego
- 1997 – 2021: Klan – Zenon Kwiatkowski, mąż Danuty, sąsiad Grażyny i Ryszarda Lubiczów
- 1998: Złotopolscy – policjant z Komendy Stołecznej, kolega Wieśka Gabriela (odc.4,8)
- 1998: Z pianką czy bez – akwizytor (nie występuje w napisach) (odc.4)
- 1998: The White Raven – strażnik
- 1999: Pierwszy milion – strażnik w centrum bankowym
- 1999: Kilerów 2-óch – ochroniarz Dony (nie występuje w napisach)
- 2000: Pierwszy milion – strażnik w centrum bankowym
- 2000: Dom – milicjant (odc.25)
- 2002 – 2003: Kasia i Tomek – 2 role: grajek w kawiarni (tylko głos) (odc.31 seria 1),muzyk Piotr Jędrkiewicz (odc.30, seria 3)
- 2003 – 2021: Na wspólnej – wychowawca Pawła (odc.801)
- 2004: Całkiem nowe lata miodowe – mężczyzna w gitarą na balu (odc.8)
- 2004 – 2021: Pierwsza miłość – 2 role: ordynator oddziału położniczo-ginekologicznego szpitala, do którego z przedwczesną akcją porodową trafiła Jowita Kaczmarek i poprzez cesarskie cięcie urodziła córkę; organizator rozgrywek Ultraligi „X-Kom Ago” transmitowanej w Telewizji Polsat Games
- 2005: RajUstopy – Włoch Francesco
- 2006: Syn gwiazd – Drwal
- 2006 – 2007: Na dobre i na złe – ojciec Ani Rusek (odc.281,283,284,287)
- 2007: Teczki – Julian Korecki, asystent Gorzkiewicza
- 2007 – 2008: Fala zbrodni – mikrobiolog Stanisław Jarecki (odc.99,100,101)
- 2019: Ślad – aspirant sztabowy Stefan Garda, policjant w dzielnicy Wrocław-Grochów prowadzący dochodzenie w sprawie serii morderstw uczennic (odc.56)
- 2019: Sztynort 1935 – Dominic Graf von Esti

## Spektakle teatralne[1][2]
- 1991: Ubu Król, czyli Polacy. Improwizacje – Rozpychacz (reż. Adam Hanuszkiewicz) (premiera 6 kwietnia 1991)
- 1992: Choinka u Iwanowów – 2 role: stójkowy, Wołodia Komarow (reż. Waldemar Zawodziński) (premiera 27 marca 1992)
- 1992: Czupurek – Wyżeł (reż. Adam Hanuszkiewicz) (premiera 3 lipca 1992)
- 1992: Cząber z Gombra – Mach-Man (reż. Adam Hanuszkiewicz) (premiera 17 października 1992)
- 1993: Panna Izabela – Klejn (reż. Adam Hanuszkiewicz) (premiera 27 marca 1993)
- 1993: Stronami deszcze stronami pogoda... (reż. Adam Hanuszkiewicz) (premiera 13 sierpnia 1993)
- 1993: Iwaszkiewicz – 2 role: Kaziuk,? (reż. Adam Hanuszkiewicz) (premiera 27 listopada 1993)
- 1993: Kwili w stajni Bóg – Anioł z wojska (reż. Adam Hanuszkiewicz) (premiera 31 grudnia 1993)
- 1994: Zagraj to jeszcze raz, Sam... – Bogart (reż. Adam Hanuszkiewicz) (premiera 17 września 1994)
- 1994: Dozwolone od lat 16-stu – Tomasz Zan (reż. Adam Hanuszkiewicz) (premiera 25 listopada 1994)
- 1995: Piąty pokój, czyli tęsknota do dobrych obyczajów – Iluzjonista – Gondolier (reż. Adam Hanuszkiewicz) (premiera 7 kwietnia 1995)
- 1995: Lila Weneda – Lelum (reż. Adam Hanuszkiewicz) (premiera 29 września 1995)
- 1996: Balladyna – Porucznik (reż. Adam Hanuszkiewicz) (premiera 31 grudnia 1996)
- 1997: Romeo i Julia – Ojciec Laurenty (reż. Adam Hanuszkiewicz) (premiera 7 listopada 1997)
- 1998: Erotyczny karnawałowy wieczór (reż. Adam Hanuszkiewicz) (premiera 17 stycznia 1998)
- 1998: Wesele – Widmo (reż. Adam Hanuszkiewicz) (premiera 17 kwietnia 1998)
- 1998: Romanse i ballady – 4 role: Brat, Hrabia,?,? (reż. Adam Hanuszkiewicz) (premiera 9 października 1998)
- 1999: Crazy for You – Bela Zangler (reż. Wojciech Kępczyński) (premiera 29 stycznia 1999)
- 1999: Pogoda ducha (reż. Adam Hanuszkiewicz) (premiera 27 kwietnia 1999)
- 1999: Czupurek – Wyżeł (reż. Adam Hanuszkiewicz) (premiera 12 maja 1999)
- 2000: Kobieta bez skazy – Michał (reż. Adam Hanuszkiewicz) (premiera 26 lutego 2000)
- 2000: Widok z mostu – Marco (reż. Tomasz Mędrzak) (premiera 23 marca 2000)
- 2000: Telepatrzydło moje (reż, Adam Hanuszkiewicz) (premiera 23 września 2000)
- 2001: Zagraj to jeszcze raz, Sam – Bogart (reż. Adam Hanuszkiewicz) (premiera 26 września 2001)
- 2002: O dwóch takich co ukradli... – 4 role: Ojciec;Osioł Patałłach;Pelikan (reż. Cezary Domagała) (premiera 12 stycznia 2002)
- 2002: Eros i drażnięta – Mopsus (reż. Adam Hanuszkiewicz) (premiera 29 czerwca 2002)
- 2002: Piosenki Paolo Conte (reż. Krzysztof Lang) (premiera 3 lipca 2002)
- 2002: Mickiewiczowska Lekcja Teatr. (reż. Adam Hanuszkiewicz) (premiera 4 grudnia 2002)
- 2003: Mąż i żona, czyli sztuka obłapiania – Alfred (reż. Adam Hanuszkiewicz) (premiera 21 lutego 2003)
- 2004: Miłość i krew (reż. Adam Hanuszkiewicz) (premiera 29 stycznia 2004)
- 2004: Tunel (reż. Jacek Kaczmarski) (premiera 23 maja 2004)
- 2005: Złota kaczka – Wójt (reż. Jan Szurmiej) (premiera 2005)
- 2006: Księżniczka Czardasza – Feri (reż. Marta Meszaros) (premiera 27 lutego 2006)
- 2006: Wesoła wdówka – Bogdanowicz (reż. Andrzej Strzelecki) (premiera 11 grudnia 2006)
- 2007: Bramy czułości (reż. Renata Dymna) (premiera 24 maja 2007)
- 2008: Perły kabaretu Mariana Hemara – Mąż (reż. Janusz Szydłowski) (premiera 2008)
- 2009: Pinokio, czyli świerszczykowe opowieści – 3 role: Dyrektor teatru, Gospodarz, Siłacz (reż. Cezary Domagała) (premiera 30 stycznia 2009)
- 2009: Jeździec burzy – Van Morrison (reż. Arkadiusz Jakubik) (premiera 2009)
- 2009: Sześć w jednej – 2 role: Amant, Clifford (reż. Grzegorz Warchoł) (premiera 16 października 2009)
- 2010: Babskie party – Leon (reż. Zdzisław Wardejn) (premiera 25 kwietnia 2010)
- 2010: Pińska szlachta – 2 role: Bazyli Statkiewicz, Charyton Kutorcha (reż. Mikałaj Pinihin) (premiera 30 września 2010)
- 2012: Mistrz i Małgorzata – 2 role: Michał Aleksandrowicz Berlioz, Piłat (reż. Michał Konarski) (premiera 27 marca 2012)
- 2013: Edith i Marlene – 2 role: Komisarz policji, konferansjer (rez. Márta Mészáros) (premiera 5 marca 2013)
- 2013: Awantura o Basię – Antoni Walicki (reż. Cezary Domagała) (premiera 23 marca 2013)
- 2014: Rent – Benjamin Coffin III (reż. Jakub Szydłowski) (premiera 24 października 2014)
- 2014: Kto z was chciałby rozweselić pechowego nosorożca? – Nosorożec (reż. Cezary Domagała) (premiera 7 grudnia 2014)
- 2015: O dwóch takich co ukradli księżyc – 3 role: Kowal, Łamignat, Poddany (reż. Cezary Domagała) (premiera 27 marca 2015)
- 2015: Koncert jubileuszowy – (reż. Jakub Wocial) (premiera 30 kwietnia 2015)
- 2017: Cafe Sax – Pan Czesio (reż. Cezary Domagała) (premiera 20 stycznia 2017)

## Muzyka[3][4]
- 1994: Panna z mokrą głową – śpiew (odc.2,5) (piosenki Stach, Uśmiechnij się, Do Zakopanego)
- 1994: Panna z mokrą głową – śpiew (piosenki Stach, Uśmiechnij się, Do Zakopanego)
- 1995: Przeszłość jest nieśmiertelna... (reż. Paweł Trzaska) (premiera 1995)
- 1998: Romanse i ballady (reż. Adam Hanuszkiewicz) (premiera 9 października 1998)
- 2004: Miłość i krew (reż. Adam Hanuszkiewicz) (premiera 29 stycznia 2004)

## Spektakle telewizyjne[2][3]
- 1994: Nim przyjdzie wiosna (reż. Adam Hanuszkiewicz) (premiera 11 marca 1994)
- 1995: Przeszłość jest nieśmiertelna... (reż. Paweł Trzaska) (premiera 1995)
- 1996: Boso, ale w ostrogach – Chłopak Boksera I (reż. Barbara Borys-Damięcka) (premiera 8 kwietnia 1996)
- 1998: Razem – Złodziej (reż. Andrzej Kondratiuk) (premiera 11 października 1998)

## Osiągnięcia i Nagrody[1]
- 2014: Złoty Lew na Festiwalu ART CUP w Zakrzowie
- 1991 – 1993: Nagrody Przeglądu Piosenki Aktorskiej we Wrocławiu – wyróżnienia
- 1986: Laureat III Nagrody Festiwalu Piosenki Studenckiej w Krakowie
- 1986: Stypendium im. Wojtka Bellona